# Freddie Steele
Freddie Steele, egentligen Frederick Earl Burgett, amerikansk proffsboxare, född 18 december 1912 i Seattle, Washington, död 22 augusti 1984 i Aberdeen, Washington. Världsmästare i mellanvikt 1936-38. Kallad The Tacoma assassin efter staden Tacoma där han växte upp och började med boxning.
Freddie Steeles långa och framgångsrika professionella boxarkarriär varade 1926-41 och ungefär första halvan av den gick han i weltervikt. I början av 1930-talet gick han upp i mellanvikt och tog världsmästartiteln genom att 1936 besegra den regerande mästaren Babe Risko på poäng. Steele försvarade 1937 titeln genom överlägsna poängsegrar mot Risko och William "Gorilla" Jones samt knockoutsegrar mot Frank Battaglia och Ken Overlin. Men 1938 blev han efter att ha försvarat titeln mot Carmen Barth i nästa titelmatch själv knockad av Al Hostak. Steele slutade då med boxningen men återkom 1941 i en sista match som han förlorade på TKO i rond 5.
Freddie Steeles slutliga matchstatistik blev 125 segrar (60 på KO), 5 förluster och 11 oavgjorda.